# Roshan
Roshan (persisch روشن); ist der Markenname der Telecom Development Company of Afghanistan Ltd und ist mit rund sechs Millionen Kunden Afghanistans führender Mobilfunkanbieter.

## Geschichte
Die Telecom Development Company of Afghanistan Ltd (TDCA) wurde 2003 von einem Konsortium unter Führung der Aga Khan Development Network (AKDN), einer nichtstaatlichen Entwicklungshilfeorganisation der Aga-Khan-Stiftung gegründet.
Im September 2004 wurde zwischen dem Bundesministerium für wirtschaftliche Zusammenarbeit und Entwicklung (BMZ) und der AKDN ein Partnerschaftsabkommen zur Unterstützung von Projekten in Afghanistan unterzeichnet. Zu diesem Zweck arbeiten die KfW und deren Tochtergesellschaft, die DEG-Deutsche Investitions- und Entwicklungsgesellschaft langfristig mit der AKDN zusammen.
2012 gewährte die Internationale Finanz-Corporation (IFC), ein Unternehmen der Weltbank, Roshan ein vorrangiges Darlehen über 65 Millionen USD zum Erwerb einer 3G-Lizenz für Afghanistan sowie zum Aufbau eines 3G-Netzes.
Im Oktober 2017 wurde eine bereits am 29. September 2017 begonnene Kooperation mit der Wikimedia Foundation angekündigt, welche den Kunden kostenfreien Zugang zu Wikipedia und dessen Schwesterprojekten ermöglichen solle, d. h. dass für die Verbindungen hierfür kein Datenvolumen berechnet wird. Die Kooperation war Teil des Projektes Wikipedia Zero, welches im Februar 2018 seitens der Wikimedia Foundation eingestellt wurde. Die bestehende Vereinbarung mit Roshan lief zum 15. Dezember 2018 demnach ohne Verlängerung aus.

## Unternehmen
Roshan ist nach eigenen Angaben mit über sechs Millionen Kunden der Größte von zwei großen Telekommunikationsunternehmen in Afghanistan und wurde ursprünglich im Besitz folgender Unternehmen gegründet:
- 51,00 % – Aga Khan Development Network (AKDN)
- 35,00 % – Monaco Telecom International (MTI), ein Tochterunternehmen von NJJ Capital (55 % – seit 2014, Anteil erworben von Cable & Wireless)[14] und Fürstentum Monaco über Société Nationale de Financement (45 %)
- 9,00 % – MCT Corporation (ehemaliges US-Unternehmen, welches an Joint Ventures aus dem Telekommunikationssektor in Russland und Zentralasien beteiligt war – heute Teil von TeliaSonera[15])
- 5,00 % – Alcatel

Die Beteiligungen werden über die Telecom Development Company of Afghanistan B.V. mit Sitz in Amsterdam gehalten, welche 100 % der Anteile der Telecom Development Company of Afghanistan Ltd hält.
Im Juli 2004 verkaufte Alcatel ihre 5 % Beteiligung mit 3,25 % an MCT und 1,75 % an MTI vollständig.
Zum 31. Juli 2020 verkaufte TeliaSonera ihre 12,25 % und Monaco Telecom im August 2020 ihre 36,75 % Beteiligung jeweils an AKDN, wodurch dieses alleiniger Eigentümer wurde.